# Nebulosa De Mairan
La Nebulosa De Mairan (nota anche come M 43) è una nebulosa diffusa, ad emissione e a riflessione, situata nella costellazione di Orione.
Si tratta di una parte, la più settentrionale, della grande Nebulosa di Orione (M42) dalla quale è separata solo apparentemente da una banda di nebulosità oscure; descritta come oggetto con atmosfera simile a quella del Sole dallo stesso scopritore, de Mairan, fu riosservata dal Messier e da Herschel.
La sua magnitudine visuale è di 9,1, che permette di essere osservata facilmente anche con un potente binocolo o un piccolo telescopio amatoriale; M43 avvolge la giovane e irregolare "nebulosa variable" NU Orionis, di magnitudine visuale compresa tra 6,5 e 7,6. Pare che M43 sia eccitata da questa stella, e contenga un suo proprio distinto piccolo ammasso stellare che si sarebbe formato in questa porzione della Nebulosa di Orione.

### Libri
- (EN) Stephen James O'Meara, Deep Sky Companions: The Messier Objects, Cambridge University Press, 1998, ISBN 0-521-55332-6.

### Carte celesti
- Toshimi Taki, Taki's 8.5 Magnitude Star Atlas, su geocities.jp, 2005. URL consultato il 7 novembre 2010 (archiviato dall'url originale il 5 novembre 2018). - Atlante celeste liberamente scaricabile in formato PDF.
- Tirion, Rappaport, Lovi, Uranometria 2000.0 - Volume II - The Southern Hemisphere to +6°, Richmond, Virginia, USA, Willmann-Bell, inc., 1987, ISBN 0-943396-15-8.
- Tirion, Sinnott, Sky Atlas 2000.0 - Second Edition, Cambridge, USA, Cambridge University Press, 1998, ISBN 0-933346-90-5.
- Tirion, The Cambridge Star Atlas 2000.0, 3ª ed., Cambridge, USA, Cambridge University Press, 2001, ISBN 0-521-80084-6.